# Copa de la Reina de Baloncesto 1987-88
La Copa de la Reina de Baloncesto 1987-88 corresponde a la 26ª edición de dicho torneo. Se celebró entre el 20 y 21 de diciembre de 1987 en el Palacio Municipal de Deportes de Lugo. 
Al igual que la temporada anterior, la Copa la disputan los dos primeros de cada grupo de la primera fase de la liga. Se juega en Lugo. El campeón se clasifica para la Copa Ronchetti 1988-89.

## Desarrollo
La de 1988 fue probablemente la final más larga de la historia de la Copa de la Reina. Y no solo por lo apretado del marcador, las interrupciones y los nervios finales de un equipo gallego que dejó escapar ante su afición una final en la que había ido por delante casi todo el tiempo. Fue la única final de Copa con un descanso de 45 minutos. La razón de ese crecimiento fue una falsa amenaza de bomba. Se llegó al intermedio con 26–31 para el Arjeriz y en ese momento la policía ordenó desalojar el pabellón. Cuentan las crónicas que la acción se llevó a cabo con gran civismo por parte del público, aunque no aclara si el respetable había sido convenientemente informado de la razón del desalojo. Cuando se comprobó que no había bomba, vuelta del público a la grada y de las catalanas a su habitual cita con el título copero.

## Fase final
|  | Semifinales            | Semifinales            | Semifinales     |              |               | Final                  | Final                  | Final           |  |
|  | 20 de diciembre        | 20 de diciembre        | 20 de diciembre |              |               | 21 de diciembre        | 21 de diciembre        | 21 de diciembre |  |
|  |                        |                        |                 |              |               |                        |                        |                 |  |
|  |                        |                        |                 |              |               |                        |                        |                 |  |
|  | C. B. Tortosa          | C. B. Tortosa          | 80              |              |               |                        |                        |                 |  |
|  | C. B. Tortosa          | C. B. Tortosa          | 80              |              |               |                        |                        |                 |  |
|  | Cepsa Tenerife         | Cepsa Tenerife         | 65              |              |               |                        |                        |                 |  |
|  | Cepsa Tenerife         | Cepsa Tenerife         | 65              |              | C. B. Tortosa | C. B. Tortosa          | 59                     |                 |  |
|  |                        |                        |                 |              | C. B. Tortosa | C. B. Tortosa          | 59                     |                 |  |
|  |                        |                        | C. D. Xuncas    | C. D. Xuncas | 56            |                        |                        |                 |  |
|  | C. D. Xuncas           | C. D. Xuncas           | C. D. Xuncas    | C. D. Xuncas | 56            | 73                     |                        |                 |  |
|  | C. D. Xuncas           | C. D. Xuncas           |                 |              |               | 73                     |                        |                 |  |
|  | Kerrygold Gran Canaria | Kerrygold Gran Canaria | 68              |              |               | Tercer lugar           | Tercer lugar           | Tercer lugar    |  |
|  | Kerrygold Gran Canaria | Kerrygold Gran Canaria | 68              |              |               | Tercer lugar           | Tercer lugar           | Tercer lugar    |  |
|  |                        |                        |                 |              |               |                        |                        |                 |  |
|  |                        |                        |                 |              |               | Cepsa Tenerife         | Cepsa Tenerife         | 87              |  |
|  |                        |                        |                 |              |               | Cepsa Tenerife         | Cepsa Tenerife         | 87              |  |
|  |                        |                        |                 |              |               | Kerrygold Gran Canaria | Kerrygold Gran Canaria | 74              |  |
|  |                        |                        |                 |              |               | Kerrygold Gran Canaria | Kerrygold Gran Canaria | 74              |  |
|  |                        |                        |                 |              |               |                        |                        |                 |  |

### Final
| 21 de diciembre de 1987, 19:30 | C. B. Tortosa                      | 59–56       | C. D. Xuncas            |                                                                           |  |
|                                | Marcador por tiempos: 26–31, 33–25 |             |                         |                                                                           |  |
|                                | Estadísticas Ana Junyer 25         | Reporte Pts | Estadísticas Johnson 18 | Pabellón: Palacio Municipal de Deportes, Lugo Árbitros: Escobar, Landeira |  |

| Ganadoras de la Copa de la Reina 1987-88 |
| ---------------------------------------- |
| C. B. Tortosa 3º título                  |